# Битка код Мингтијаоа
Битка код Мингтијаоа била је битка између династије Сја и династије Шанг, што је резултирало победом Шанга која је омогућила уздизање војводе Шанга на кинески престо . 

## Повод
Када је престо династије Сја пренесен на Џиа из Ксиа, моћ клана Сја више није била тако јака као раније. Џиа је углавном био корумпиран и неодговоран. Сматрао је да је првобитна палата преједноставна и наредио је изградњу нагибне палате. За изградњу ове палате требало је седам година и десетине хиљада робова. Такође је искористио огромне суме новца. Сељаци су били огорчени. 
У међувремену, династија Шанг у близини доњег тока Жуте реке (Хуангхе) је добивала подршку суседних племена. Њихов предак Ки радио је за Ји Великог и добио је територију Шанга. Током владавине Танга од Шанга, због пољопривредног развоја, Шанг је добивао све више и више моћи. Танг се удружио са оближњим племенима и љубазно се односио према својим поданицима. 
Такође је имао подршку Ји Јин-а . Ји је првобитно био роб свог таста. Када се Танг удала, Ји Иин је постао Тангов кувар. Ји је такође анализирао тренутне догађаје тог времена и постао његова десна рука. Тако је Ји постао познат као Ји Јин. 
Танг је био одлучан да оконча династију Сја. Пристао је да се повинује Џиу, али у тајности се припремио да га свргне. Прво је преселио своје људе на место по имену Бо. Подручје од Бо-а до престонице Сја било је равно, готово без брда или реке која би их зауставила. Такође је праштао својим поданицима, и зато су их подржавали. 
Како је већина племића веровала у натприродно, веровали су да је обожавање богова и њихових предака изузетно важно. Племе по имену Ге, које је било географски близу Шанга, није се редовно молила својим прецима. Јели су стоку и овце које им је Танг дао за жртве и убијали децу која су послала животиње. Танг је освојио ово племе, а елиминисао је још неколико. Џиу, међутим, није схватио да је Танг претња његовом трону. 

## Битка
Када се неколико племена почело бунити против Сја, Танг из Шанга закључио је да је дошло време. Започео је напад на Сја. Чувши за Тангову побуну, Џиу је послао трупе са мањих територија Гу, Веи и Куенву . Ји је саветовао Тангу да одложи борбу на годину дана, затим је освојио Гу и Веи и победио Куенву. 
Пре него што је војска наставила даље, Ји Јин је рекао Тангу да је војсци потребан подстицај морала. Танг је одржао говор, историјски познат као „Тангов завет “, пре него што су се две војске састале у Мингтијаоа (данашњи Северни Ани, Ксијун ) око 1600. п. н. е. Тангови генерали и војници сви су се гнушали Џиа, па су се храбро борили. Супротно томе, Џие-ове трупе, видећи моћ Шанга, нису слушале његове заповести. Или су се предали или побегли. Као резултат, Шанг је добило битку и створио династију Шанг . 
Након добијене битке, Џиу од Сја је склониште потражио у Куенву-у. Након што је освојио Куенву, Танг из Шанга присилио је Џиа у изгнанство у Нанчао (данашњи Чао, Анхуеј). Џиу је остао тамо до своје смрти. Танг је затим елиминисао преостале снаге Сја и користио сељаке као робове . 

## Последице
Како је Танг од Шанга био племић, његова револуција се сматра првом „племенитом револуцијом“ у кинеској историји. Династија Шанг, коју је основао, била је и друга династија заснована на ропству у кинеској историји. 